# UK International Airlines
UK International Airlines – brytyjska linia lotnicza z siedzibą w Sheffield. 8 stycznia 2008 linia ogłosiła bankructwo.